# Koningin Juliana Toren
Koningin Juliana Toren (« la tour de la reine Juliana ») est un parc d'attractions situé à Apeldoorn, aux Pays-Bas ouvert en 1910. Il rend hommage par son nom à la reine Juliana des Pays-Bas.
En 2010, Koningin Juliana Toren est le cinquième parc néerlandais quant à la fréquentation. Il reçoit 500 000 visiteurs, Efteling et ses 4 millions de visiteurs étant en tête.

## Attractions
- Brandweerspel - Fire Brigade
- Carrousel - Carrousel à vapeur de 1887
- Disneymolen - Manège
- Glijbanen - Toboggan
- Helivlucht
- Jul's Ballonvaart
- Jul's Bat Mouse Vlucht - Manège
- Jul's Cabrioland - Parcours de voitures
- Jul's Dino Toer - Parcours de voitures
- Jul's Duikvlucht
- Jul's Grote Disco Bots - Autos tamponneuses junior
- Jul's Helikopterbaan - Parcours d'hélicoptères pour enfants
- Jul's Piratennest - Cinéma interactif
- Jul's Stones Baan - Parcours de voitures
- Jul's Treintje - Train
- Jumbodans - Manège
- Kabouterwonderland - Parcours scénique
- Mega Muizenschommel - Bateau à bascule
- Mini Botsauto's - Autos tamponneuses junior
- Moby Dick - Rockin' Tug de Zamperla
- Motorboten / Piratenbootjes - Bouées tamponneuses
- Muizenfietsbaan - Monorail à pédales
- Muizenval
- Paardenbaan - Chevaux Galopants
- Razende Raceauto's
- Reuzenrad - Grande roue
- Simulator - Simulateur de mouvements
- Spookslot - Parcours scénique
- Super Achtbaan - Montagnes russes junior de Vekoma (1993)
- Tollende Hoed - Sombreros
- Tollende Muis
- Trampolines - trampolines
- Tuimelende Theekopjes - Tasses
- Uitkijktoren - Tour d'observation
- Vlinder - Butterfly de Heege Freizeittechnik (2000)
- Vliegende Bus - Crazy Bus de Zamperla
- Vuurtoren - Tour de Heege
- Waterfietsen - Pédalos

## Galerie

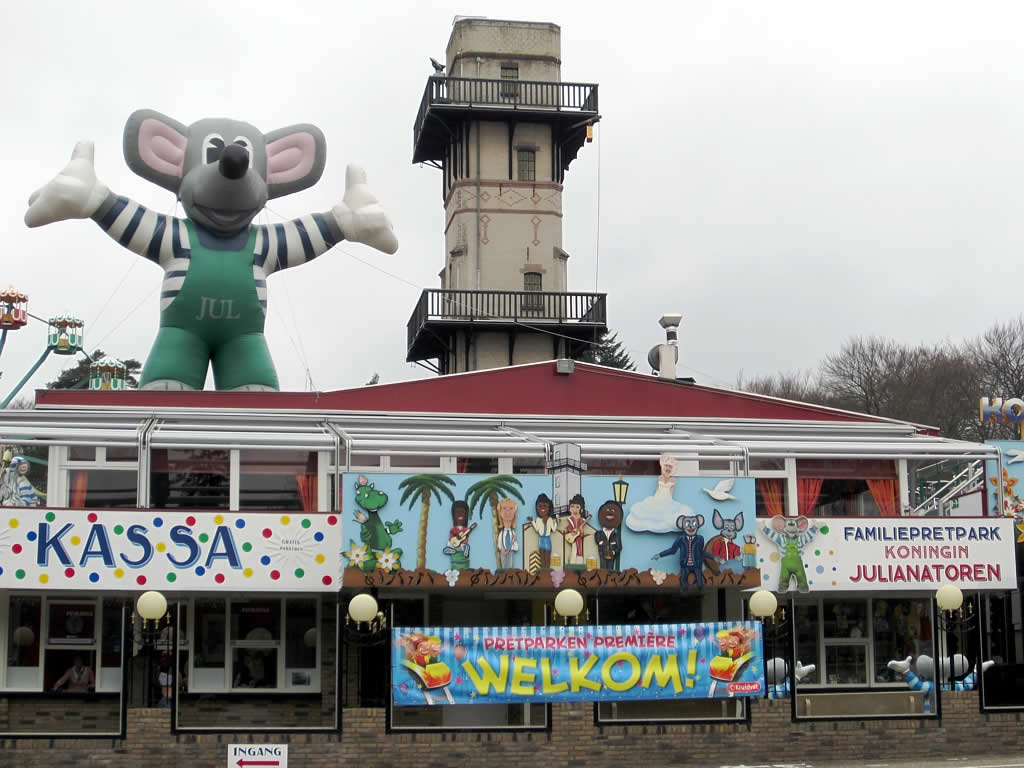
Entrée du parc
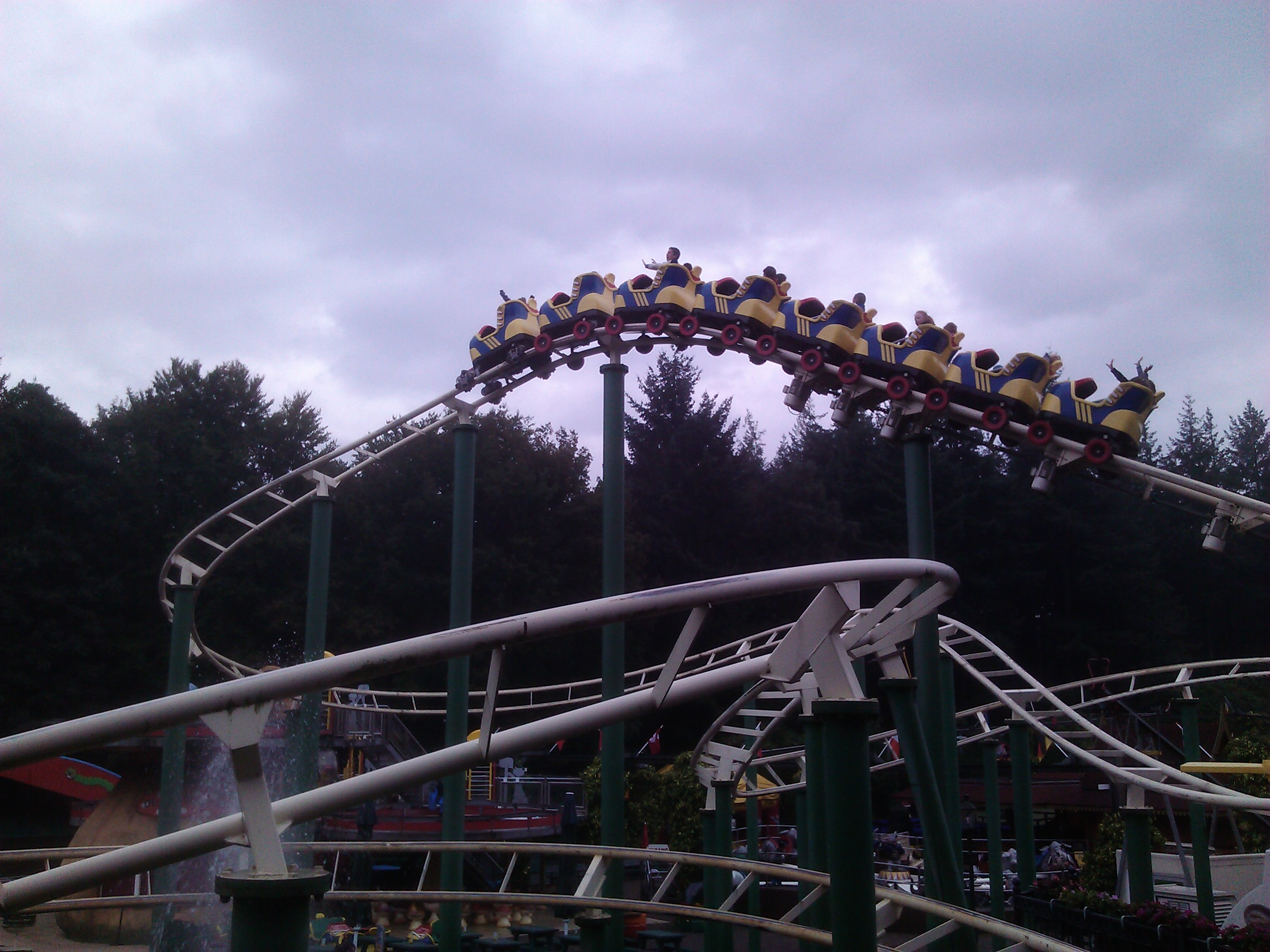
Super Achtbaan
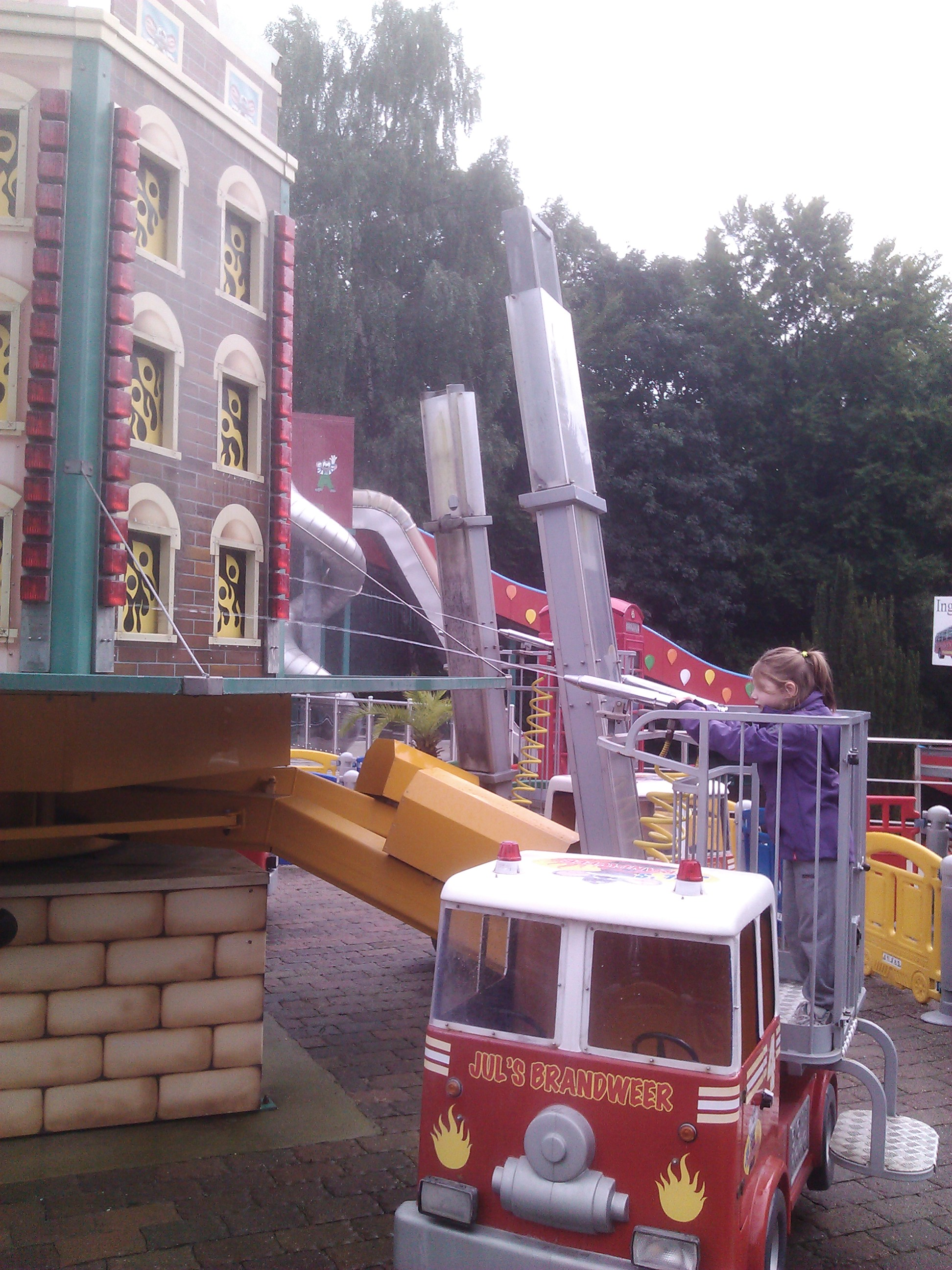
Brandweerspel
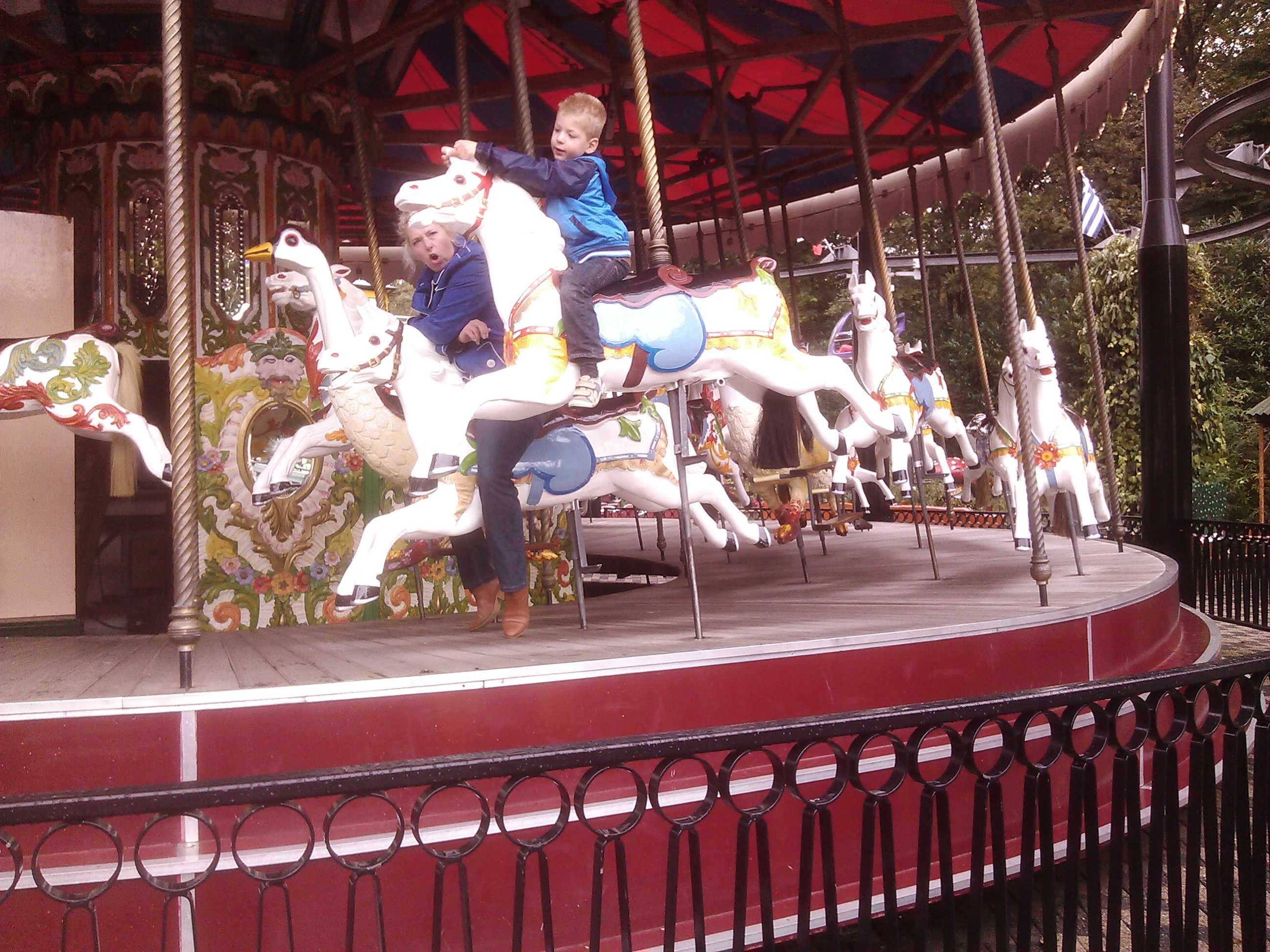
Carrousel
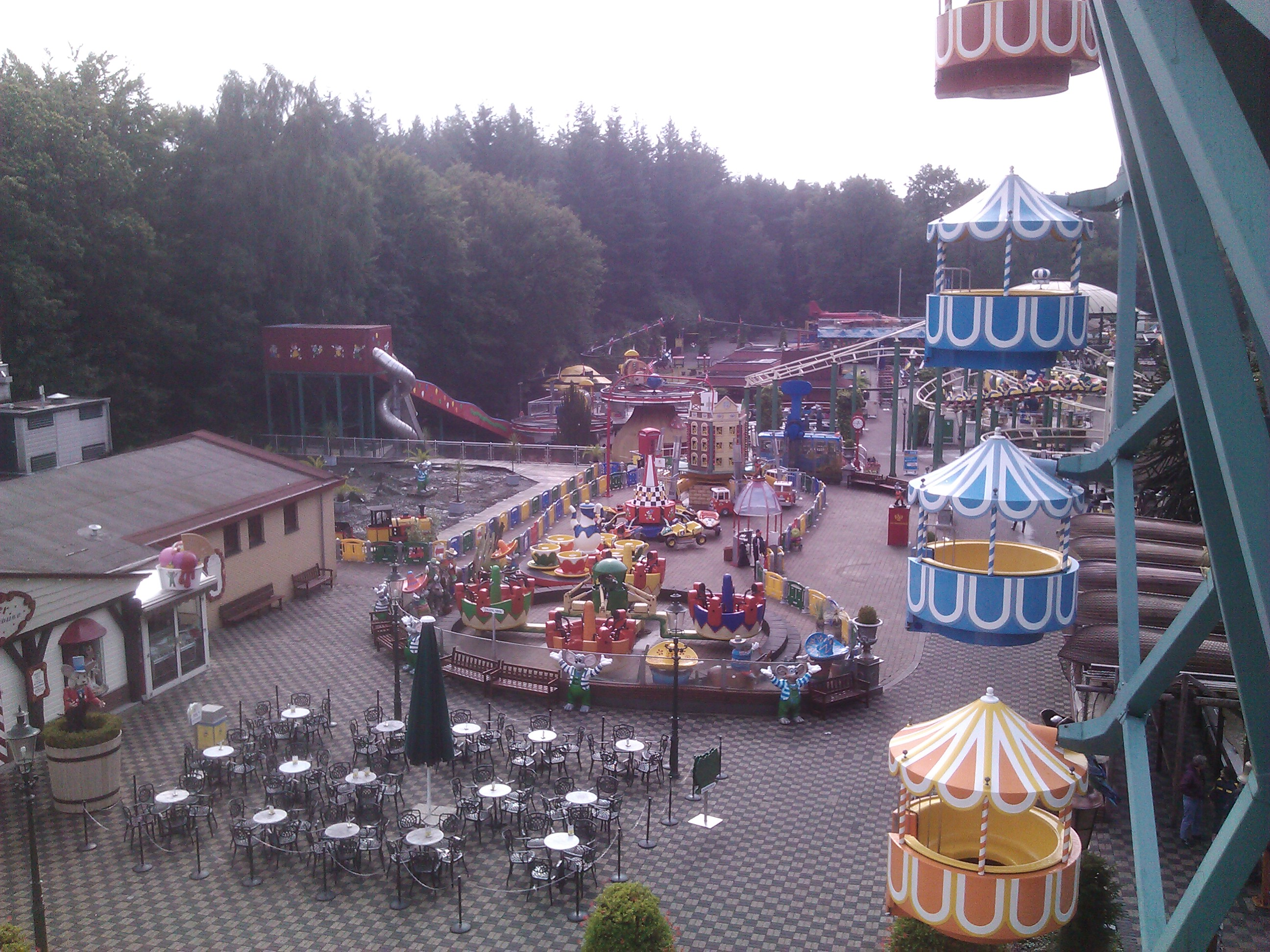
Vue du parc depuis la grande roue
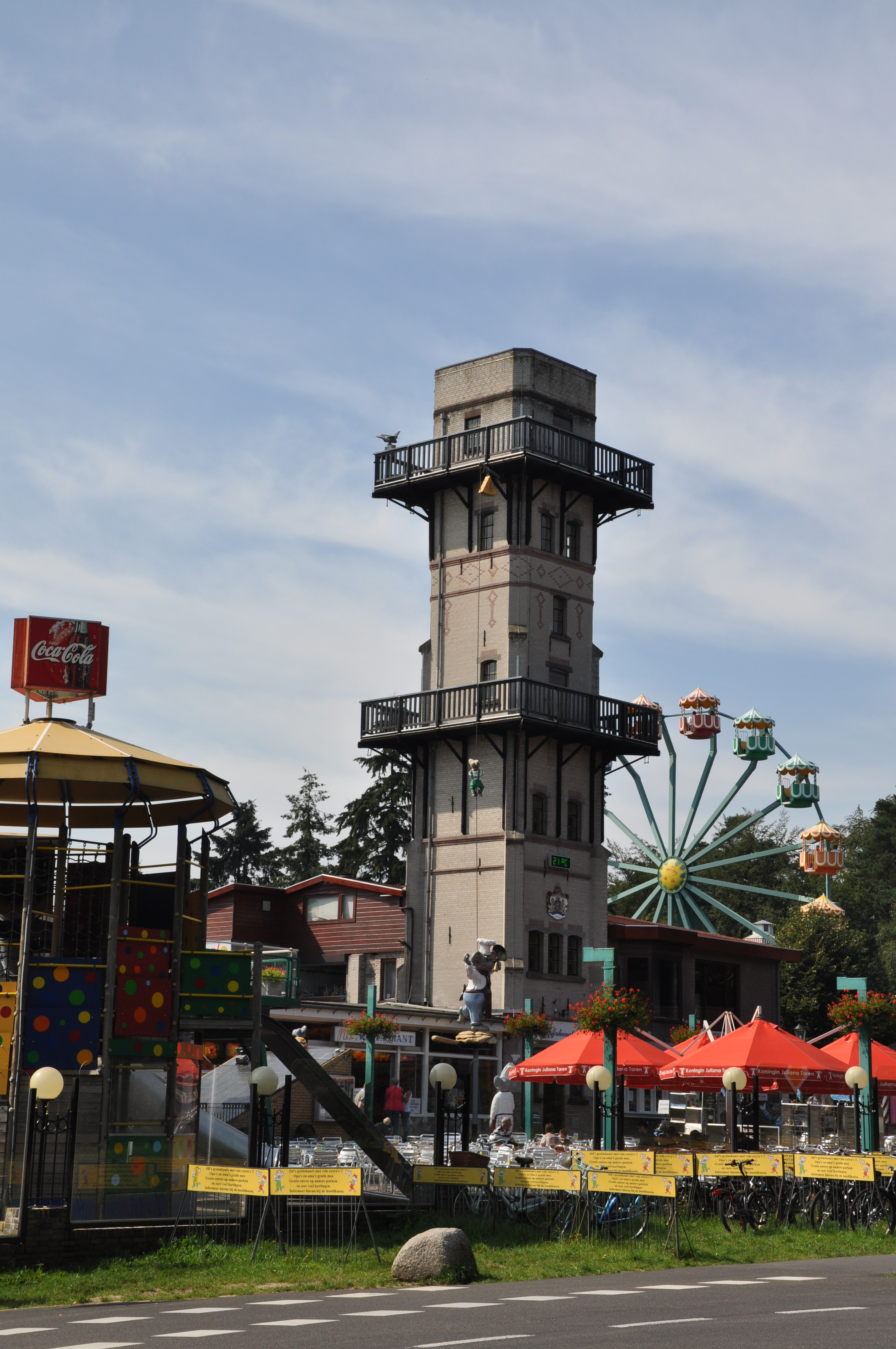
Uitkijktoren